# Liste der Kirchen in der Propstei Pasewalk
Die Liste ist eine vollständige Auflistung aller Kirchengebäude der Propstei Pasewalk des Pommerschen Evangelischen Kirchenkreises in der Evangelisch-Lutherischen Kirche in Norddeutschland („Nordkirche“). Bis zur Gründung der Nordkirche zu Pfingsten 2012 war das Territorium Bestandteil des Kirchenkreises Demmin und des Kirchenkreises Greifswald der Pommerschen Evangelischen Kirche.
Die Lage der Kirchen in den Landkreisen ist durch folgende Abkürzungen gekennzeichnet:
- VG Landkreis Vorpommern-Greifswald in Mecklenburg-Vorpommern
- UM Landkreis Uckermark in Brandenburg

| Ort                       | Kirchengemeinde Pfarramt                    | Kirche                           | Landkreis Koord. | Bauzeit            | Besonderheiten | Abbildung |
| ------------------------- | ------------------------------------------- | -------------------------------- | ---------------- | ------------------ | --- | --------- |
| Ahlbeck (bei Ueckermünde) | Ahlbeck (bei Ueckermünde) Ahlbeck (Sandbad) | Dorfkirche Ahlbeck               | VG Koord.        | 1754               | |           |
| Ahlbeck (Heringsdorf)     | Ahlbeck-Zirchow Ahlbeck-Zirchow (Usedom)    | Ahlbecker Kirche                 | VG Koord.        | 19. Jh.            | 1894/95 als neugotischer Backsteinbau erbaut, Sandsteinaltar- und kreuz, Holztonnengewölbe |           |
| Alt Kosenow               | Ducherow Ducherow II                        | Kirche Alt Kosenow               | VG Koord.        | 14. Jh. (1308)     | Singulärer Strebepfeiler, der an der Südostecke die Chorwand sowie das Kirchenschiff stützt. Die beiden Chorfenster mit Bleiverglasung schuf der Berliner Künstler Paul Förster im Jahr 1910. |           |
| Alt Teterin               | Teterin-Lüskow Anklam I                     | Kirche Alt Teterin               | VP Koord.        |                    | |           |
| Altwarp                   | Ahlbeck (bei Ueckermünde) Ahlbeck (Sandbad) | Kapelle Altwarp                  | VG Koord.        | 1749               | |           |
| Altwigshagen              | Altwigshagen Leopoldshagen                  | Kirche Altwigshagen              | VG Koord.        | 14./17. Jh.        | |           |
| Anklam                    | Anklam Anklam II                            | Kreuzkirche                      | VG Koord.        | 20. Jh.            | |           |
| Anklam                    | Anklam Anklam I                             | Marienkirche                     | VG Koord.        | 13. Jh.            | |           |
| Auerose                   | Ducherow Ducherow II                        | Kirche Auerose                   | VG Koord.        | 15. Jh.            | |           |
| Bagemühl                  | Brüssow                                     | Dorfkirche Bagemühl              | UM Koord.        | 1877               | |           |
| Bansin                    | Heringsdorf-Bansin                          | Kirche Bansin                    | VG Koord.        | 20. Jh.            | Jüngste evangelische Inselkirche, 1938/39 erbaut |           |
| Bargischow                | Anklam Anklam II                            | Kirche Bargischow                | VG Koord.        | 14. Jh.            | |           |
| Battin                    | Brüssow                                     | Kirche Battin                    | UM Koord.        | 18. Jh.            | Kirchenschiff Ruine, im Zweiten Weltkrieg 1945 zerstört |           |
| Battinsthal               | Penkun                                      | Kapelle Battinsthal              | VG Koord.        | 1845               | ehemalige Grabkapelle |           |
| Belling                   | Jatznick Zerrenthin                         | Kirche Belling                   | VG Koord.        | 13. Jh.            | |           |
| Benz                      | Benz Benz-Morgenitz                         | Kirche Benz                      | VG Koord.        | 13. Jh. (1229)     | mittelalterlicher Feldsteinbau, seit Sanierung 1991/92 sichtbar, oberer Turm und Innenausstattung 18./19. Jh. mit bemerkenswerter gemalter Kassettendecke |           |
| Bergholz                  | Löcknitz                                    | Kirche Bergholz                  | VG Koord.        | 1864               | |           |
| Bismark                   | Löcknitz                                    | Kirche Bismark                   | VG Koord.        |                    | |           |
| Blankensee                | Blankensee Boock                            | Kirche Blankensee                | VG Koord.        |                    | Spätmittelalterliche Feldsteinkirche mit verbrettertem, westlichen Dachreiter mit geschwungener Haube |           |
| Blesewitz                 | Blesewitz Krien                             | Kirche Blesewitz                 | VG Koord.        | 14. Jh.            | |           |
| Blumberg                  | Blumberg                                    | Dorfkirche Blumberg              | UM Koord.        | 13./17. Jh.        | |           |
| Blumenhagen               | Blumenhagen Strasburg                       | Kirche Blumenhagen               | VG Koord.        |                    | |           |
| Blumenthal                | Ferdinandshof                               | Dorfkirche Blumenthal            | VG Koord.        | 1914               | |           |
| Boldekow                  | Boldekow-Wusseken Spantekow                 | Kirche Boldekow                  | VG Koord.        | 13./15. Jh.        | |           |
| Boock                     | Boock                                       | Kirche Boock                     | VG Koord.        | 1500               | Spätgotische Feldsteinkirche von um 1500, vergrößert 1790; Ostgiebel mit spitzförmigen und runden Blenden; Westturm mit achtseitigem Spitzhelm; Kanzelaltar von der 2. Hälfte des 18. Jahrhunderts |           |
| Brietzig                  | Hetzdorf                                    | Dorfkirche Brietzig              | VG Koord.        | 13. Jh.            | Rechteckige Feldsteinkirche vom 13. Jahrhundert; Westturm aus Backstein von 1865; Innenraum 1730 erneuert; Notsicherung am Dach und am Kirchenschiff in den 1990er Jahren; 2001 begannen die Sanierungen; Kanzelaltar von 1733 |           |
| Bröllin                   | Brüssow                                     | Kirche Bröllin                   | VG Koord.        |                    | |           |
| Brüssow                   | Brüssow                                     | Stadtkirche Brüssow              | UM Koord.        | 13. Jh.            | |           |
| Bugewitz                  | Ducherow Ducherow II                        | Kirche Bugewitz                  | VG Koord.        | 15. Jh.            | |           |
| Busow                     | Ducherow Ducherow I                         | Kapelle Busow                    | VG Koord.        | 13. Jh.            | |           |
| Casekow                   | Blumberg                                    | Dorfkirche Casekow               | UM Koord.        | 13. Jh.            | Die evangelische Kirche stammt aus der zweiten Hälfte des 13. Jahrhunderts, der Turm aus dem Jahre 1855. Im Inneren ist die Ausstattung aus den Jahren um 1720 erhalten. So stammt der Kanzelaltar aus dem Jahre 1721. |           |
| Damitzow                  | Hohenreinkendorf-Tantow Hohenselchow        | Dorfkirche Damitzow              | UM Koord.        | 13. Jh.            | Die evangelische Kirche stammt im Ursprung aus dem 13. Jahrhundert. Der Turm wurde 1694 erbaut. Im Inneren befindet sich ein Grabstein der Familie v. Rehberg. |           |
| Dargibell                 | Ducherow Ducherow II                        | Kapelle Dargibell                | VG Koord.        | 15. Jh.            | |           |
| Dargitz                   | Dargitz-Stolzenburg Pasewalk I und II       | Kirche Dargitz                   | VG Koord.        | 13. Jh.            | |           |
| Dennin                    | Spantekow                                   | Kirche Dennin                    | VG Koord.        | 15. Jh.            | |           |
| Drewelow                  | Spantekow                                   | Kirche Drewelow                  | VG Koord.        | 15. Jh.            | |           |
| Ducherow                  | Ducherow Ducherow I                         | Kirche Ducherow                  | VG Koord.        | 14. Jh. (vor 1307) | |           |
| Eggesin                   | Ahlbeck (bei Ueckermünde) Ahlbeck (Sandbad) | Fachwerkkirche Eggesin           | VG Koord.        | 1731               | |           |
| Eggesin                   | Ahlbeck (bei Ueckermünde) Ahlbeck (Sandbad) | Martin-Luther-Kirche             | VG Koord.        | 1911               | Neugotische Backsteinkirche nach Plänen von Schmidt mit einem 48 Meter hohen Turm mit spitzem Turmhelm. |           |
| Fahrenwalde               | Fahrenwalde Brüssow                         | Kirche Fahrenwalde               | VG Koord.        |                    | |           |
| Ferdinandshof             | Ferdinandshof                               | Trinitatiskirche                 | VG Koord.        | 18. Jh.            | |           |
| Friedrichsthal            | Gartz/Oder                                  | Kirche Friedrichsthal            | UM Koord.        |                    | |           |
| Gartz (Oder)              | Gartz/Oder                                  | St. Stephan                      | UM Koord.        |                    | |           |
| Garz (Usedom)             | Ahlbeck-Zirchow Ahlbeck-Zirchow (Usedom)    | Kirche Garz (Usedom)             | VG Koord.        | 13. Jh. (1231)     | mittelalterlicher Backsteinbau mit Findlingen, im Innern zwei bemerkenswerte Votivschiffe, freistehender Glockenstuhl |           |
| Geesow                    | Gartz/Oder                                  | Kirche Geesow                    | UM Koord.        |                    | |           |
| Gellendin                 | Anklam Anklam II                            | Kapelle Gellendin                | VG Koord.        | 17. Jh.            | |           |
| Glasow                    | Retzin                                      | Kirche Glasow                    | VG Koord.        |                    | |           |
| Gnevezin                  | Anklam Anklam II                            | Kapelle Gnevezin                 | VG Koord.        | 15. Jh.            | |           |
| Görke                     | Liepen-Medow-Stolpe Liepen                  | Kirche Görke                     | VG Koord.        | 14. Jh.            | |           |
| Gorkow                    | Rothenklempenow Boock                       | Kirche Gorkow                    | VG Koord.        |                    | |           |
| Grambow                   | Retzin                                      | Kirche Grambow                   | VG Koord.        |                    | |           |
| Gramzow                   | Gramzow Krien                               | Kirche Gramzow                   | VG Koord.        | 13. Jh.            | |           |
| Grimme                    | Brüssow                                     | Dorfkirche Grimme                | VG Koord.        | 13. Jh.            | In der zweiten Hälfte des 13. Jahrhunderts erbaut. Es ist ein Saalbau aus Feldsteinen. Zu der Kirche gehört ein Kirchturm, er befindet sich südwestlich der Kirche |           |
| Groß Luckow               | Blumenhagen Strasburg                       | Kirche Groß Luckow               | VG Koord.        | 13. Jh.            | |           |
| Groß Pinnow               | Hohenselchow                                | St.-Katharinen-Kirche            | UM Koord.        | 13. Jh.            | Die evangelische Kirche stammt aus der zweiten Hälfte des 13. Jahrhunderts. Der Turm stammt aus dem Jahre 1727. Das Altarretabel aus Holz wurde im Jahre 1756 erstellt, im Mittelfeld befindet sich ein Kruzifix. |           |
| Groß Spiegelberg          | Blumenhagen Strasburg                       | Kirche Groß Spiegelberg          | VG Koord.        | 15./16. Jh.        | |           |
| Grünberg                  | Brüssow                                     | Kirche Grünberg                  | UM Koord.        | 1793               | Die evangelische Kirche wurde 1792/1793 erbaut. Es ist ein ovaler Bau mit einem oktogonalen Dachturm. |           |
| Grünz                     | Penkun                                      | Kirche Grünz                     | VG Koord.        | 13. Jh.            | Baubeginn 1229, am 4. Mai 1888 durch einen Blitzschlag zerstört, zwei Jahre später mit neuem Turm wieder aufgebaut. Der Altarraum als Apsis schließt mit dem Stufengiebel die Kirche im Osten ab. Einrichtungsgegenstände: Taufbecken aus Zinn von 1685, zwei Altarleuchter aus Messing von 1878 und ein Kronleuchter im Neorokoko-Stil von um 1900.                                                    |           |
| Grüttow                   | Liepen-Medow-Stolpe Liepen                  | Kirche Grüttow                   | VG Koord.        | 1882               | |           |
| Güterberg                 | Hetzdorf                                    | Dorfkirche Güterberg             | UM Koord.        | 1842               | Die evangelische Kirche wurde von 1840 bis 1842 erbaut. Es ist ein Saalbau aus Spaltstein mit einem Satteldach. An den Längswänden befinden sich hohe Fenster, im Osten und im Westen der Kirche befinden sich Portalöffnungen. Einige Fenster haben Glasmalereien aus dem Jahr 1913. |           |
| Heinrichswalde            | Rothemühl Ferdinandshof                     | Dorfkirche Heinrichswalde        | VG Koord.        |                    | |           |
| Heringsdorf               | Heringsdorf-Bansin                          | Kirche im Walde                  | VG Koord.        | 19. Jh. 1848       | 1848 nach Plänen Schinkelschüler Persius im stiltypischen roten Backstein als erste Kirche in den drei Seebädern erbaut, Davidstern an der Kirchenuhr |           |
| Hetzdorf                  | Hetzdorf                                    | Dorfkirche Hetzdorf              | VG Koord.        | 13. Jh.            | |           |
| Hintersee                 | Ahlbeck (bei Ueckermünde) Ahlbeck (Sandbad) | St.-Johannis-Kirche              | VG Koord.        | 1899               | Die Kirche ist ein neogotischer Bau mit einem schlanken Turm. 1985 und 1990 wurden Sanierungsarbeiten durchgeführt (Chorraum, Kupferdach). |           |
| Hohenholz                 | Krackow-Nadrensee Retzin                    | Kirche Hohenholz                 | VG Koord.        | 13. Jh.            | Einschiffige Saalkirche aus Granitstein aus der zweiten Hälfte des 13. Jahrhunderts, mit quadratischen Fachwerkturm und achteckigem Dachreiter. Ostgiebel mit gestaffelter, spitzbogiger Dreifenstergruppe und drei rundbogige Blenden. Glocke von 1883 von Carl Voß. |           |
| Hohenreinkendorf          | Hohenreinkendorf-Tantow Hohenselchow        | Kirche Hohenreinkendorf          | UM Koord.        | 13. Jh.            | Saalbau aus Feldsteinen mit einem eingezogenen Rechteckchor. Der Westturm wurde nach einem Brand im Jahre 1896 erneuert und um einen Spitzhelm erweitert. Im Inneren, das wurde 1968 renoviert, befindet sich ein Altaraufsatz aus dem ersten Viertel des 17. Jahrhunderts. |           |
| Hohenselchow              | Hohenselchow                                | St.-Johannes-Kirche              | UM Koord.        | 13. Jh.            | Im Zweiten Weltkrieg wurde die Kirche weitgehend zerstört und bis 1963 restauriert. Erhalten sind im Inneren drei Skulpturen der Evangelisten aus dem Jahre 1710. |           |
| Iven                      | Iven Krien                                  | Kirche Iven                      | VG Koord.        | 14. Jh.            | |           |
| Japenzin                  | Spantekow                                   | Kirche Japenzin                  | VG Koord.        |                    | |           |
| Jatznick                  | Jatznick Zerrenthin                         | Dorfkirche Jatznick              | VG Koord.        | 18. Jh.            | |           |
| Kagendorf                 | Ducherow Ducherow II                        | St.-Petri-Kirche                 | VG Koord.        | 14. Jh. (1300)     | |           |
| Kagenow                   | Liepen-Medow-Stolpe Liepen                  | Kirche Kagenow                   | VG Koord.        |                    | |           |
| Karlshagen                | Krummin-Karlshagen-Zinnowitz Zinnowitz      | Kirche Karlshagen                | VG Koord.        | 20. Jh. 1912       | 1912 erbaut, durch Bombenangriff 1943 zerstört, 1953 wieder aufgebaut, 1993 gründliche Renovierung. |           |
| Klein Luckow              | Blumenhagen Strasburg                       | Kirche Klein Luckow              | VG Koord.        |                    | |           |
| Koserow                   | Koserow                                     | Kirche Koserow                   | VG Koord.        | 13. Jh.            | einzige mittelalterliche Backsteinkirche an der Ostseeküste auf der Insel Usedom, 15. Jh. Turm und Choranbau, letzter vollständig erhaltene mittelalterliche Flügelaltar auf der Insel, überlebensgroßer Kruzifix auch Vineta-Kreuz genannt |           |
| Krackow                   | Krackow-Nadrensee Retzin                    | Kirche Krackow                   | VG Koord.        |                    | |           |
| Krien                     | Krien                                       | Kirche Krien                     | VG Koord.        | 14. Jh.            | |           |
| Krugsdorf                 | Zerrenthin                                  | Dorfkirche Krugsdorf             | VG Koord.        | 17. Jh.            | Fachwerkbau von um 1600 mit 3-seitig. Ostschluss und Dachturm mit geschweifter Haube; Innen: Tafelgemälde von um 1600 |           |
| Krummin                   | Krummin-Karlshagen-Zinnowitz Zinnowitz      | St.-Michael-Kirche               | VG Koord.        | 13. Jh.            | Ursprüngliche Pfarrkirche aus 13. Jh., wurde 1303 Zisterzienserinnenkloster, während der Reformation 1563 aufgelöst, 1856/57 Turm und Seitenbauten angebaut, 1992/93 Totalsanierung und Innengestaltung mit altem Kruzifix und neuen Buntglasfenstern |           |
| Ladenthin                 | Retzin                                      | Kirche Ladenthin                 | VG Koord.        |                    | |           |
| Leopoldshagen             | Leopoldshagen                               | Kirche Leopoldshagen             | VG Koord.        | 18. Jh.            | rechteckige Fachwerkkirche, Mitte des 18. Jahrhunderts erbaut, mit Dachreiter |           |
| Liepe (Usedom)            | Morgenitz-Liepe-Mellenthin Benz-Morgenitz   | Kirche Liepe (Usedom)            | VG Koord.        | 15./16. Jh.        | |           |
| Liepen                    | Liepen-Medow-Stolpe Liepen                  | Kirche Liepen                    | VG Koord.        | 13. Jh.            | |           |
| Liepgarten                | Ueckermünde-Liepgarten                      | Kirche Liepgarten                | VG Koord.        |                    | |           |
| Löcknitz                  | Löcknitz                                    | Dorfkirche Löcknitz              | VG Koord.        | 1870               | |           |
| Löwitz                    | Ducherow Ducherow I                         | Kirche Löwitz                    | VG Koord.        | 17. Jh.            | |           |
| Lübbenow                  | Hetzdorf                                    | Dorfkirche Lübbenow              | UM Koord.        |                    | |           |
| Lübs                      | Altwigshagen Leopoldshagen                  | Kirche Lübs                      | VG Koord.        | 1897               | |           |
| Luckow (Casekow)          | Blumberg                                    | Kirche Luckow (Casekow)          | UM Koord.        |                    | |           |
| Luckow                    | Ahlbeck (bei Ueckermünde) Ahlbeck (Sandbad) | Fachwerkkirche Luckow            | VG Koord.        |                    | |           |
| Lüskow                    | Teterin-Lüskow Anklam I                     | Kirche Lüskow                    | VG Koord.        | 14. Jh.            | |           |
| Medow                     | Liepen-Medow-Stolpe Liepen                  | Kirche Medow                     | VG Koord.        | 15. Jh.            | |           |
| Meiersberg                | Ferdinandshof                               | Kirche Meiersberg                | VG Koord.        | 1827               | |           |
| Mellenthin                | Morgenitz-Liepe-Mellenthin Benz-Morgenitz   | Dorfkirche Mellenthin            | VG Koord.        | 13./14. Jh.        | |           |
| Menkin                    | Brüssow                                     | Dorfkirche Menkin                | UM Koord.        | 13. Jh.            | |           |
| Mescherin                 | Gartz/Oder                                  | Kirche Mescherin                 | UM Koord.        |                    | |           |
| Mewegen                   | Mewegen Boock                               | Dorfkirche Mewegen               | VG Koord.        |                    | |           |
| Milow (Uckerland)         | Hetzdorf                                    | Dorfkirche Milow (Uckerland)     | UM Koord.        |                    | |           |
| Mönchow                   | Mönchow-Zecherin Usedom                     | Dorfkirche Mönchow               | VG Koord.        | 15. Jh.            | |           |
| Mönkebude                 | Mönkebude Leopoldshagen                     | St. Petri                        | VG Koord.        | 1934               | |           |
| Morgenitz                 | Morgenitz-Liepe-Mellenthin Benz-Morgenitz   | Kirche Morgenitz                 | VG Koord.        | 16. Jh.            | |           |
| Nadrensee                 | Krackow-Nadrensee Retzin                    | Kirche Nadrensee                 | VG Koord.        |                    | |           |
| Nechlin                   | Hetzdorf                                    | Dorfkirche Nechlin               | UM Koord.        |                    | |           |
| Nerdin                    | Liepen-Medow-Stolpe Liepen                  | Kirche Nerdin                    | VG Koord.        |                    | |           |
| Netzelkow                 | Krummin-Karlshagen-Zinnowitz Zinnowitz      | Kirche Netzelkow                 | VG Koord.        | 15. Jh.            | Turmlose Backsteinkirche, mittelalterlicher Taufstein und älteste Glocke der Usedomer Inselkirchen |           |
| Neuendorf A               | Altwigshagen Leopoldshagen                  | Kirche Neuendorf A               | VG Koord.        | 1892               | |           |
| Neuendorf B               | Neuendorf B Krien                           | Kirche Neuendorf B               | VG Koord.        | 15. Jh.            | |           |
| Neuenkirchen (bei Anklam) | Spantekow                                   | Kirche Neuenkirchen (bei Anklam) | VG Koord.        | 13. Jh.            | Die Feldsteinkirche entstand vermutlich in der zweiten Hälfte des 13. Jahrhunderts. In ihrem Innern steht vor dem Altar eine Grabplatte von Johannes Lughe mit seiner Frau. Das Epitaph stammt aus dem Ende des 14. Jahrhunderts. |           |
| Neuensund                 | Rothemühl Ferdinandshof                     | Kirche Neuensund                 | VG Koord.        |                    | |           |
| Papendorf (Vorpommern)    | Hetzdorf                                    | Kirche Papendorf                 | VG Koord.        |                    | |           |
| Pasewalk                  | Pasewalk Pasewalk I und II                  | Friedenskirche                   | VG Koord.        | 1954               | |           |
| Pasewalk                  | Pasewalk Pasewalk I und II                  | St.-Marien-Kirche                | VG Koord.        | 14. Jh.            | |           |
| Pasewalk                  | Pasewalk Pasewalk I und II                  | Nikolaikirche                    | VG Koord.        | 12. Jh.            | 1177 erstmals urkundlich erwähnt, vierjochige Kreuzkirche aus gleichmäßig behauenen Feldsteinen |           |
| Peenemünde                | Krummin-Karlshagen-Zinnowitz Zinnowitz      | Kapelle Peenemünde               | VG Koord.        | 19. Jh. (1876)     | Achteckiger Fachwerkbau, 1876 als Friedhofskapelle errichtet, 1936–1989 stark vernachlässigt, 1993 originalgetreu wiederaufgebaut. |           |
| Pelsin                    | Teterin-Lüskow Anklam I                     | Kirche Pelsin                    | VG Koord.        |                    | |           |
| Penkun                    | Penkun                                      | Stadtkirche Penkun               | VG Koord.        | 1862               | Neogotische Stadtkirche von 1862, Vorgängerbau 1854 abgebrannt; Orgel von 1863. |           |
| Petershagen               | Blumberg                                    | Kirche Petershagen               | UM Koord.        |                    | |           |
| Plöwen                    | Löcknitz                                    | Kirche Plöwen                    | VG Koord.        |                    | |           |
| Polzow                    | Zerrenthin                                  | Dorfkirche Polzow                | VG Koord.        |                    | |           |
| Pomellen                  | Krackow-Nadrensee Retzin                    | Dorfkirche Pomellen              | VG Koord.        |                    | |           |
| Preetzen                  | Liepen-Medow-Stolpe Liepen                  | Kapelle Preetzen                 | VG Koord.        |                    | |           |
| Putzar                    | Boldekow-Wusseken Spantekow                 | Kirche Putzar                    | VG Koord.        | 16. Jh.            | |           |
| Radekow                   | Gartz/Oder                                  | Dorfkirche Radekow               | UM Koord.        |                    | |           |
| Ramin                     | Retzin                                      | Dorfkirche Ramin                 | VG Koord.        | 13. Jh.            | |           |
| Rathebur                  | Ducherow Ducherow I                         | Kirche Rathebur                  | VG Koord.        | 13. Jh. (vor 1271) | |           |
| Rebelow                   | Spantekow                                   | Kirche Rebelow                   | VG Koord.        |                    | |           |
| Retzin                    | Retzin                                      | Kirche Retzin                    | VG Koord.        | 13. Jh.            | Gotische Feldsteinkirche aus dem 13. Jh. mit Kirchhofportal und -mauer aus dem 14. Jh.; Ostgiebel mit drei Fenstern und Blenden; Westturm aus dem 19. Jh.; 1945 durch Kriegseinwirkungen stark zerstört. Altar von 1629 mit hölzernen Säulen und mit Schnitzfiguren und Wappen, Kanzel des 18. Jh.; Sanierung von 1961/62; zuletzt Dacheindeckung 2013.                                                 |           |
| Rieth                     | Ahlbeck (bei Ueckermünde) Ahlbeck (Sandbad) | Kirche Rieth                     | VG Koord.        |                    | |           |
| Roggow                    | Zerrenthin                                  | Dorfkirche Roggow                | VG Koord.        |                    | |           |
| Rollwitz                  | Rollwitz Zerrenthin                         | Kirche Rollwitz                  | VG Koord.        |                    | |           |
| Rosenhagen                | Ducherow Ducherow II                        | Kapelle Rosenhagen               | VG Koord.        |                    | |           |
| Rosow                     | Gartz/Oder                                  | Gedächtniskirche Rosow           | UM Koord.        |                    | |           |
| Rossin                    | Ducherow Ducherow I                         | Kirche Rossin                    | VG Koord.        | 15. Jh.            | |           |
| Rossow                    | Zerrenthin                                  | Dorfkirche Rossow                | VG Koord.        | 15. Jh.            | |           |
| Rothemühl                 | Rothemühl Ferdinandshof                     | Kirche Rothemühl                 | VG Koord.        | 15. Jh.            | |           |
| Rothenklempenow           | Rothenklempenow Boock                       | Dorfkirche Rothenklempenow       | VG Koord.        | 1638               | Einschiffige geputzte Dorfkirche von 1638, wurde 1738 im barocken Stil erneuert; Westturm mit barocken, spitzen Turmhelm; Kanzelaltar von 1738. |           |
| Sarnow                    | Boldekow-Wusseken Spantekow                 | Kirche Sarnow                    | VG Koord.        | 13. Jh.            | |           |
| Schlepkow                 | Hetzdorf                                    | Dorfkirche Schlepkow             | UM Koord.        | 13. Jh.            | Die evangelische Kirche stammt aus der zweiten Hälfte des 13. Jahrhunderts. Es ist ein Saalbau aus Feldstein mit einem Dachturm. Der Dachturm und der Ostgiebel besteht aus Fachwerk. Die Ausstattung stammt aus dem ersten Viertel des 17. Jahrhunderts. |           |
| Schmagerow                | Retzin                                      | Kirche Schmagerow                | VG Koord.        | 19. Jh. (1889)     | Die Dorfkirche hat einen rechteckigen Grundriss und ist trumloss. Es ist ein Putzbau aus Ziegeln aus dem Jahr 1768. Das Portal im Süden hat ein halbrundes Giebelfeld. Im Inneren befindet sich ein barocker Kanzelaltar aus der 2. Hälfte des 18. Jahrhunderts mit Akanthusschnitzerei und Figuren (Engelsköpfe, Posaunen-Engel).                                                                      |           |
| Schmarsow                 | Rollwitz Zerrenthin                         | Kirche Schmarsow (Rollwitz)      | VG Koord.        |                    | |           |
| Schmuggerow               | Ducherow Ducherow I                         | Kirche Schmuggerow               | VG Koord.        | 19. Jh. (1889)     | |           |
| Schönfeld                 | Blumberg Blumberg I                         | Kirche Schönfeld (Uckermark)     | UM Koord.        | 13. Jh.            | Die evangelische Kirche stammt aus der zweiten Hälfte des 13. Jahrhunderts. Der Turmaufsatz wurde 1727 errichtet. Die Orgel stammt aus der zweiten Hälfte des 18. Jahrhunderts. |           |
| Schönow                   | Blumberg Blumberg I                         | Dorfkirche Schönow               | UM Koord.        | 13./19. Jh.        | Die evangelische Kirche stammt aus der zweiten Hälfte des 13. Jahrhunderts, Ende des 19. Jahrhunderts wurde die Kirche umgebaut. Die Ausstattung im Inneren ist im neugotischen Stil gehalten. |           |
| Schwarzensee              | Strasburg                                   | Kirche Schwarzensee              | UM Koord.        | 1969               | |           |
| Schwennenz                | Retzin                                      | Kirche Schwennenz                | VG Koord.        |                    | |           |
| Sommersdorf               | Penkun                                      | Kirche Sommersdorf (Penkun)      | VG Koord.        |                    | |           |
| Sonnenberg                | Retzin                                      | Kirche Sonnenberg (Grambow)      | VG Koord.        |                    | |           |
| Spantekow                 | Spantekow                                   | Kirche Spantekow                 | VG Koord.        | 15. Jh.            | |           |
| Steinmocker               | Gramzow Krien                               | Kirche Steinmocker               | VG Koord.        | 15. Jh.            | |           |
| Stolpe an der Peene       | Liepen-Medow-Stolpe Liepen                  | Wartislaw-Gedächtniskirche       | VG Koord.        |                    | |           |
| Stolpe auf Usedom         | Stolpe Usedom                               | Kirche Stolpe auf Usedom         | VG Koord.        |                    | |           |
| Stolzenburg               | Dargitz-Stolzenburg Pasewalk I und II       | Kirche Stolzenburg               | VG Koord.        | 13. Jh.            | |           |
| Storkow                   | Penkun                                      | Kirche Storkow (Penkun)          | VG Koord.        |                    | |           |
| Strasburg                 | Strasburg                                   | St. Marien                       | UM Koord.        | 13. Jh.            | |           |
| Stretense                 | Boldekow-Wusseken Spantekow                 | Kapelle Stretense                | VG Koord.        |                    | |           |
| Tantow                    | Hohenreinkendorf-Tantow Hohenselchow        | Gutskapelle Tantow               | UM Koord.        | 1859               | Die Gutskapelle wurde von 1857 bis 1859 erbaut. Der Entwurf wurde von Stüler erstellt. Es ist ein Saalbau aus Backstein. Im Jahre 2000 wurde die Kirche renoviert. Im Inneren befindet sich ein Figurengrabstein aus Jasenitz. |           |
| Torgelow                  | Torgelow                                    | Christuskirche                   | VG Koord.        | 1884               | Einschiffige, neugotische Christuskirche aus Backstein mit Satteldach von 1882/1884, 3-gesch. Westturm mit spitzem Turmhelm und vier Ecktürmchen; Mehmel-Orgel von um 1890 |           |
| Trampe                    | Brüssow                                     | Kirche Trampe                    | UM Koord.        | 13. Jh.            | Die evangelische Kirche stammt aus der zweiten Hälfte des 13. Jahrhunderts. Von 1738 bis 1740 wurde die Kirche renoviert und umgebaut, in dieser Zeit wurde auch der Turmaufsatz aus Fachwerk errichtet. Im Inneren befindet sich ein Kanzelaltar aus der Zeit um 1700. |           |
| Tramstow                  | Liepen-Medow-Stolpe Liepen                  | Kirche Tramstow                  | VG Koord.        | 15. Jh.            | Die evangelische Kirche wurde im 15. Jahrhundert erbaut. Im Inneren befinden sich drei Schnitzfiguren aus der Zeit Ende des 15. Jahrhunderts. |           |
| Trebenow                  | Hetzdorf                                    | Dorfkirche Trebenow              | UM Koord.        | 15. Jh.            | Die evangelische Kirche stammt aus dem 15. Jahrhundert. Um 1600 wurde die Kirche erneuert. Die Kirche wurde 1988 bis 1990 renoviert. Es ist ein verputzter Saalbau mit einem Westturm. Der Turm hat ein verschiefertes Oberteil mit Haube und Laterne. Im Inneren wurden bei der Renovierung Wandmalereien aufgefunden. Die Taufe aus Holz stammt aus der ersten Hälfte des 18. Jahrhunderts.           |           |
| Ueckermünde               | Ueckermünde-Liepgarten                      | Kreuzkirche                      | VG Koord.        | 1992               | Als letzte Kirche im Sonderbauprogramm der EKD „Neue Kirchen für neue Städte“ errichtet. Achteckbau mit einem in der Mitte liegenden Gottesdienstraum und darum herum angeordneten Funktionsräumen. |           |
| Ueckermünde               | Ueckermünde-Liepgarten                      | St.-Marien-Kirche                | VG Koord.        | 1766               | Gotischer Vorgängerbau von nach 1473; Barocke Kirche von 1766, flachgedeckter Rechteck-Saal mit Empore mit Säulen an der Rückwand; achteckiger neogotischer Westturm von 1863 mit spitzem Helm; Kanzelaltar von 1775 in Stil des Rokokos. |           |
| Uhlenkrug                 | Zerrenthin                                  | Kapelle Uhlenkrug                | VG Koord.        |                    | |           |
| Usedom                    | Usedom                                      | St.-Marien-Kirche                | VG Koord.        | 14. Jh. (1337)     | |           |
| Wartin                    | Blumberg                                    | Dorfkirche Wartin                | UM Koord.        | 13. Jh.            | |           |
| Wegezin                   | Wegezin Krien                               | Kirche Wegezin                   | VG Koord.        | 1861               | |           |
| Werbelow                  | Hetzdorf                                    | Dorfkirche Werbelow              | UM Koord.        |                    | |           |
| Wetzenow                  | Zerrenthin                                  | Dorfkirche Wetzenow              | VG Koord.        | 16. Jh.            | |           |
| Wietstock                 | Altwigshagen Leopoldshagen                  | St.-Magdalena-Kirche             | VG Koord.        | 16. Jh.            | |           |
| Wilhelmsburg              | Rothemühl Ferdinandshof                     | Martin-Luther-Kirche             | VG Koord.        | 1953               | Kleine, verputzte Dorfkirche von 1952/53 mit Dachreiter über dem Eingang; Beispiel des Kirchenbaus aus dieser Zeit in der DDR. |           |
| Wilhelmshof               | Löcknitz                                    | Kapelle Wilhelmshof              | VG Koord.        | 1910               | |           |
| Wilsickow                 | Hetzdorf                                    | Dorfkirche Wilsickow             | UM Koord.        | 13. Jh.            | Die evangelische Dorfkirche stammt aus der zweiten Hälfte des 13. Jahrhunderts. Saalbau aus Feldstein mit eingezogenen rechteckigen Chor und Apsis. Der Westturm ist breiter als das Schiff, der Turmaufsatz wurde im 18. Jahrhundert hinzugefügt. Schnitzaltar um 1520. Von 1988 bis 1993 wurden mittelalterliche Wandmalereien freigelegt. Holzdecke, Emporen und Taufe sind aus dem 18. Jahrhundert. |           |
| Wismar (Uckerland)        | Strasburg                                   | Dorfkirche Wismar                | UM Koord.        | 13. Jh.            | rechteckiger Saalbau aus Feldsteinen mit Westturm; Turm mit eingezogenem Fachwerkaufsatz, Haube und Laterne 1825; Kanzelaltar ersten Hälfte des 18. Jahrhunderts; hölzerner Taufengel von 1788 (2010 renoviert) |           |
| Woddow                    | Brüssow                                     | Dorfkirche Woddow                | UM Koord.        |                    | |           |
| Wolfshagen                | Hetzdorf                                    | Kirche Wolfshagen                | UM Koord.        | 1858               | |           |
| Wollin                    | Sommersdorf Penkun                          | Dorfkirche Wollin                | VG Koord.        | 13. Jh.            | |           |
| Wollschow                 | Brüssow                                     | Kirche Wollschow                 | UM Koord.        | 1774               | Die evangelische Kirche wurde im Jahre 1774 erbaut. Im Inneren eine Kanzel aus der Bauzeit. |           |
| Woltersdorf               | Hohenreinkendorf-Tantow Hohenselchow        | Kirche Woltersdorf               | UM Koord.        |                    | |           |
| Wusseken                  | Boldekow-Wusseken Spantekow                 | Kirche Wusseken                  | VG Koord.        |                    | |           |
| Zempin                    | Koserow                                     | Kirche Zempin                    | VG Koord.        |                    | |           |
| Zerrenthin                | Zerrenthin                                  | Dorfkirche Zerrenthin            | VG Koord.        | 13. Jh.            | |           |
| Zinnowitz                 | Krummin-Karlshagen-Zinnowitz Zinnowitz      | Kirche Zinnowitz                 | VG Koord.        | 19. Jh. (1898)     | neugotischer Backsteinbau, Innenraum mit umlaufender Holzempore und trapezförmiger Holzdecke |           |
| Zirchow                   | Ahlbeck-Zirchow Ahlbeck-Zirchow (Usedom)    | St.-Jacobus-Kirche               | VG Koord.        | 13. Jh.            | |           |
| Züsedom                   | Rollwitz Zerrenthin                         | Kirche Züsedom                   | VG Koord.        |                    | |           |